# Alope (Tochter des Kerkyon)
Alope (altgriechisch Ἀλόπη Alópē) ist eine Figur aus der griechischen Mythologie.
Sie war die Tochter Kerkyons und wurde von dem Meeresgott Poseidon vergewaltigt und geschwängert. Ohne Wissen ihres Vaters brachte sie einen Sohn, Hippothoon, zur Welt und setzte ihn aus. Der von einer Stute mit Milch versorgte und von Hirten aufgefundene Hippothoon wurde zu Kerkyon gebracht, der an den königlichen Kleidern des Knaben erkannte, dass Alope seine Mutter war. Kerkyon ließ sie einsperren und töten, und nach Kerkyons Tod verwandelte Poseidon sie in eine Quelle.